# Апион
Апион (на гръцки: Ἀπίων) е елинизиран египетски граматик, реторик и коментатор на Омир.
Апион е роден в оазиса Сива около 30-20 година пр.н.е., учи в Александрия, след което се установява в Рим, където преподава реторика до времето на Клавдий. Известни са заглавията на няколко негови книги, които не са оцелели до наши дни. Една от тях е източник на историята за Андрокъл, преразказана от Авъл Гелий.
Апион участва в спора между александрийските гърци и евреи, които изпращат свои представители при император Калигула през 40 година. В тази връзка Йосиф Флавий пише трактата „Против Апион“, в който отхвърля критиките на Апион към юдаизма и евреите.
Апион умира в Рим около 45-48 година.